# Eois albosignata
Eois albosignata là một loài bướm đêm trong họ Geometridae.